# Sebastian Jung
Sebastian Alexander Jung (* 22. Juni 1990 in Königstein im Taunus) ist ein deutscher Fußballspieler. Der rechte Verteidiger entstammt der Jugend von Eintracht Frankfurt, bei der er von 2009 bis 2014 für die erste Mannschaft spielte. Seit der Saison 2020/21 läuft Jung für den Karlsruher SC in der 2. Liga auf.

## Karriere

### Verein
Jung spielte bis 1998 beim 1. FC Königstein, bei dem Talentsichter von Eintracht Frankfurt ihn entdeckten und verpflichteten. In der Rückrunde der Saison 2007/08 bestritt er mit der zweiten Mannschaft der Eintracht seine ersten Einsätze in der Oberliga Hessen. Am 8. März 2009 kam er zu seinem ersten Bundesligaeinsatz gegen Arminia Bielefeld, am folgenden Spieltag gegen die TSG 1899 Hoffenheim stand er erstmals in der Startelf. Im Auswärtsspiel gegen Borussia Dortmund am 7. Februar 2010 erzielte Jung mit dem 2:2-Ausgleichstreffer sein erstes Bundesligator. In der Bundesligasaison 2010/11 wurde er Stammspieler auf der rechten Abwehrseite der Eintracht. Im April 2013 verlängerte er seinen ursprünglich 2014 auslaufenden Vertrag bis zum 30. Juni 2015.
Zur Saison 2014/15 wechselte Jung zum Ligakonkurrenten VfL Wolfsburg. Bei den Wolfsburgern kam er aufgrund vieler Verletzungen in fünf Jahren auf lediglich 40 Bundesligaeinsätze. In seiner ersten Saison wurde Jung unter dem Cheftrainer Dieter Hecking Vizemeister und Pokalsieger. Nach der Saison 2018/19 verließ er den Verein mit seinem Vertragsende.
Zur Saison 2019/20 schloss sich Jung dem Bundesliga-Absteiger Hannover 96 an, bei dem er einen Einjahresvertrag erhielt.
Zur Saison 2020/21 wechselt Sebastian Jung ablösefrei zum Karlsruher SC. Beim KSC etablierte er sich gegen Ende der Saison 2020/21 als Stammrechtsverteidiger, zog sich im September 2021 aber einen Kreuzbandriss zu und fiel für nahezu ein Jahr aus. Ab August 2022 spielte er wieder regelmäßig und konnte seinen Vertreter auf der Position des rechten Verteidigers, Marco Thiede, wieder auf die Ersatzbank verdrängen. Sein ursprünglich bis 2024 datierter Vertrag wurde im April 2024 mit unbekannter Laufzeit verlängert.

### Nationalmannschaft
Jung absolvierte vier Spiele für die deutsche U-18-Nationalmannschaft und neun Spiele für die deutsche U-20-Nationalmannschaft, mit der er an der U-20-Weltmeisterschaft 2009 teilnahm. Am 3. September 2010 debütierte er unter Rainer Adrion für die deutsche U-21-Nationalmannschaft und bestritt 19 Spiele für diese. Am 11. November 2012 wurde er von Bundestrainer Joachim Löw für das Testspiel der A-Nationalmannschaft Deutschlands gegen die Niederlande nachnominiert, kam jedoch nicht zum Einsatz. Sein Länderspiel-Debüt in der A-Nationalmannschaft gab er zwei Jahre später am 13. Mai 2014 in Hamburg beim 0:0-Unentschieden im Test-Länderspiel gegen die Auswahl Polens mit seiner Einwechslung in der 71. Minute für Kevin Volland. Er war damit der erste deutsche Nationalspieler der Eintracht seit 1999, als Horst Heldt letztmals für Deutschland spielte.

## Erfolge
VfL Wolfsburg
- DFB-Pokal-Sieger: 2015
- Deutscher Vizemeister: 2015
- DFL-Supercup: 2015